# میخال بندیکوویچ
میخال بندیکوویچ (چکی: Michal Benedikovič؛ ۳۱ مهٔ ۱۹۲۳ – ۱۸ آوریل ۲۰۰۷) یک بازیکن فوتبال اهل چکسلواکی بود.
از باشگاه‌هایی که در آن بازی کرده‌است می‌توان به باشگاه فوتبال اسلوان براتیسلاوا اشاره کرد. وی سابقه ۷ بازی برای تیم ملی فوتبال چکسلواکی در کارنامه دارد.